# 1948 у хокеї з шайбою

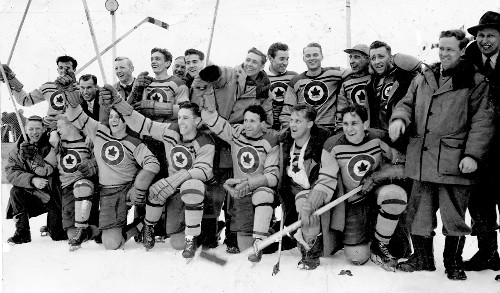
«РКАФ Флаєрз» (Канада) — чемпіон зимових Олімпійських ігор 1948

Нижче наведені хокейні події 1948 року у всьому світі.

## Олімпійські ігри
На чемпіонаті світу та зимових Олімпійських іграх у Санкт-Моріці золоті нагороди здобула збірна Канади («РКАФ Флаєрз»).
Підсумкові місця:
1. Канада
2. Чехословаччина (чемпіон Європи)
3. Швейцарія
4. США
5. Швеція
6. Велика Британія
7. Польща
8. Австрія
9. Італія

## НХЛ
Шість клубів брали участь у регулярному чемпіонаті НХЛ 1947/48.
У фіналі кубка Стенлі «Торонто Мейпл-Ліфс» переміг «Детройт Ред-Вінгс».
|  | Півфінали            | Півфінали           |   |  | Фінал                | Фінал |  |
|  |                      |                     |   |  |                      |       |  |
|  |                      |                     |   |  |                      |       |  |
|  | «Торонто Мейпл-Ліфс» | 4                   |   |  |                      |       |  |
|  | «Бостон Брюїнс»      | 1                   |   |  |                      |       |  |
|  |                      |                     |   |  |                      |       |  |
|  |                      |                     |   |  |                      |       |  |
|  |                      |                     |   |  | «Торонто Мейпл-Ліфс» | 4     |  |
|  |                      | «Детройт Ред-Вінгс» | 0 |  |                      |       |  |
|  |                      |                     |   |  |                      |       |  |
|  |                      |                     |   |  |                      |       |  |
|  |                      |                     |   |  |                      |       |  |
|  |                      |                     |   |  |                      |       |  |
|  | «Детройт Ред-Вінгс»  | 4                   |   |  |                      |       |  |
|  | «Нью-Йорк Рейнджерс» | 2                   |   |  |                      |       |  |

## Національні чемпіони
- Австрія: «Вінер ЕВ» (Відень)
- Італія: «Мілан»
- Нідерланди: «Ден Гааг» (Гаага)
- Німеччина: «Ріссерзеє» (Гарміш-Партенкірхен)
- Норвегія: «Стронг»
- Польща: «Краковія» (Краків)
- СРСР: ЦБЧА (Москва)
- Угорщина: МТК (Будапешт)
- Фінляндія: «Тармо» (Гяменлінна)
- Чехословаччина: ЛТЦ (Прага)
- Швейцарія: «Давос»
- Швеція: «Йота» (Стокгольм)
- Югославія: «Партизан» (Белград)

## Переможці міжнародних турнірів
- Кубок Шпенглера: ЛТЦ (Прага, Чехословаччина)

## Засновані клуби
- «Молот-Прикам'я» (Перм, СРСР)
- «Партизан» (Белград, Югославія)
- «Динамо» (Новосибірськ, СРСР)
- «Дзержинець» (Нижній Тагіл, СРСР)

## Народились
- 2 серпня — Браян Марчинко, канадський хокеїст.
- 23 серпня — Джо Ландріген, канадський хокеїст.
- 19 вересня — Богуслав Еберманн, чехословацький хокеїст. Чемпіон світу.
- 28 жовтня — Джуд Друїн, канадський хокеїст та тренер.